# Polyrhachis subfossa
Polyrhachis subfossa är en myrart som beskrevs av Hugo Viehmeyer 1913. Polyrhachis subfossa ingår i släktet Polyrhachis och familjen myror. Inga underarter finns listade i Catalogue of Life.